# Pierre Gay (acteur)
Pour les articles homonymes, voir Pierre Gay.
Pierre Gay, né le 25 mai 1916 à Montréal, est un acteur de cinéma et scénariste québécois.

## Filmographie

### Cinéma
- 1950 : Le Traqué de Frank Tuttle (version anglaise) et Borys Lewin (version française)
- 1950 : Julie de Carneilhan de Jacques Manuel
- 1951 : Le Bagnard de Willy Rozier
- 1952 : C'est arrivé à Paris  d'Henri Lavorel et John Berry

### Télévision
- 1952-1954 : Foreign Intrigue (série)
- 1954-1955 : Sherlock Holmes (3 épisodes)

## Doublage
Les dates correspondent aux sorties initiales des films mais pas forcément aux dates des doublages.

### Cinéma
- Trevor Howard dans :	
  - L'Express du colonel Von Ryan (1965) - le major Eric Fincham
  - Morituri (1965) - Le colonel Statter

- 1953 : La Rose et l'Épée - Sir Edwin Caskoden (Peter Copley)
- 1954 : Le Calice d'argent - Mijamin (Joseph Wiseman)
- 1956 : La Bataille du Rio de la Plata - Capitaine Bell (John Gregson)
- 1956 : La Croisée des destins - Capitaine Graham Mcdaniel (Lionel Jeffries)
- 1956 : La Femme modèle - Zachary Wilde (Tom Helmore)
- 1956 : Viva Las Vegas - Pierre Duval (Paul Henreid)
- 1957 : Meurtres sur la dixième avenue - Howard Rysdale (Sam Levene)
- 1957 : Le Jugement des flèches - Lieutenant Driscoll (Ralph Meeker)
- 1957 : Règlements de comptes à OK Corral - Ed Bailey (Lee Van Cleef)
- 1957 : Roland, prince vaillant - Balicante le sarrasin (Robert Hundar)
- 1958 : Comme un torrent - Frank Hirsh (Arthur Kennedy)
- 1958 : Inspecteur de service - Sergent Frank Liggott (Frank Lawton)
- 1958 : L'Étoile brisée - le banquier Curtis (Richard H. Cutting)
- 1959 : Mirage de la vie - David Edwards (Dan O'Herlihy)
- 1960 : Esther et le Roi - Mardochée (Denis O'Dea)
- 1962 : L'Inquiétante Dame en noir - Franklyn Ambruster (Fred Astaire)
- 1962 : Trahison sur commande - Collins/Dallas (Hugh Griffith)
- 1962 : Le Jour le plus long -  Group Captain J.M. Stagg (Patrick Barr)
- 1962 : Lawrence d'Arabie - Colonel Harry Brighton (Anthony Quayle)
- 1962 : Tempête à Washington - Le Président des États-Unis (Franchot Tone)
- 1962 : Le Monstre aux yeux verts - Le général américain (Renato Navarrini)
- 1963 : Défi à Gibraltar - le capitaine Blayne (James Mason)
- 1965 : La Nef des fous -  Pepe (José Greco)
- 1965 : Ipcress, danger immédiat - Carswell (Gordon Jackson)
- 1969 : La Bataille d'El Alamein - le commandant britannique (Manlio Busoni)

## Théâtre
- 1948 : Joyeux Chagrins d'après Noël Coward, adaptation André Roussin et Pierre Gay, mise en scène Louis Ducreux, Théâtre Edouard VII [2]